# Morrhår

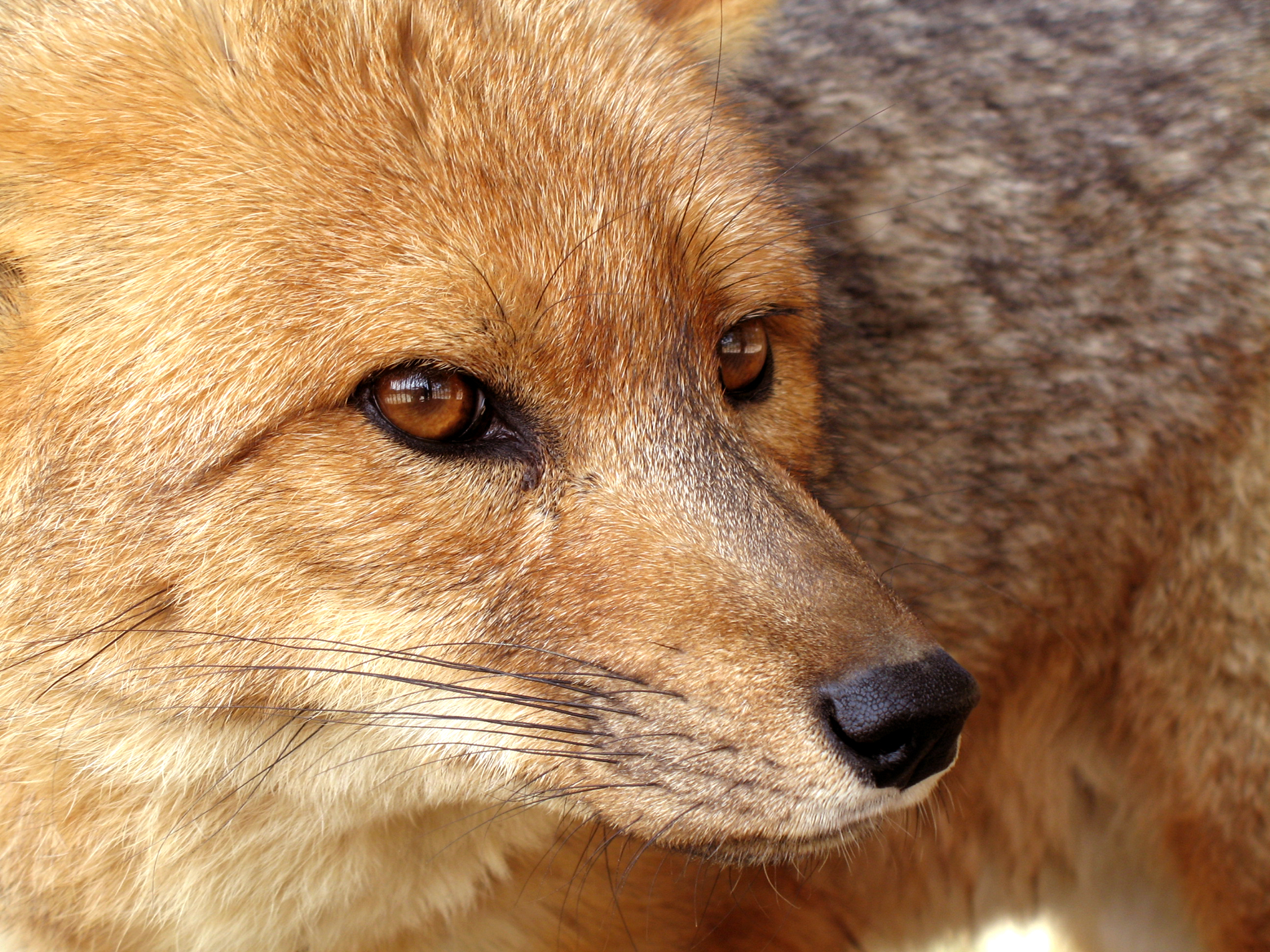
En magellanräv där man tydligt ser fyra olika grupper av morrhår: en grupp ovanför ögat, en på nosen likt en mustasch, en grupp på kinden, och en grupp under nosen som pekar nedåt.

Morrhår, eller vibrissae, är en typ av däggdjurshår som fungerar som känselspröt och som anatomiskt skiljer sig från annat hår genom sin längd och tjocklek, sin styvhet, sin stora, djupt liggande hårsäck som är rikt utrustade med nervtrådar och genom att den har en identifierbar koppling till den somatosensoriska hjärnbarken. Vibrissae förekommer hos de flesta däggdjur, inklusive alla primater utom människor, och kan förekomma på många olika ställen på kroppen men det är framförallt de som finns i ansiktet, ofta runt nosen eller ovanför ögonen som förknippas med begreppet morrhår. Morrhår kan ge djuret detaljerad information om luften eller vattnets rörelser, lufttryck och allt det rör vid. Det vetenskapliga namnet vibrissae är besläktat med det svenska ordet vibration.

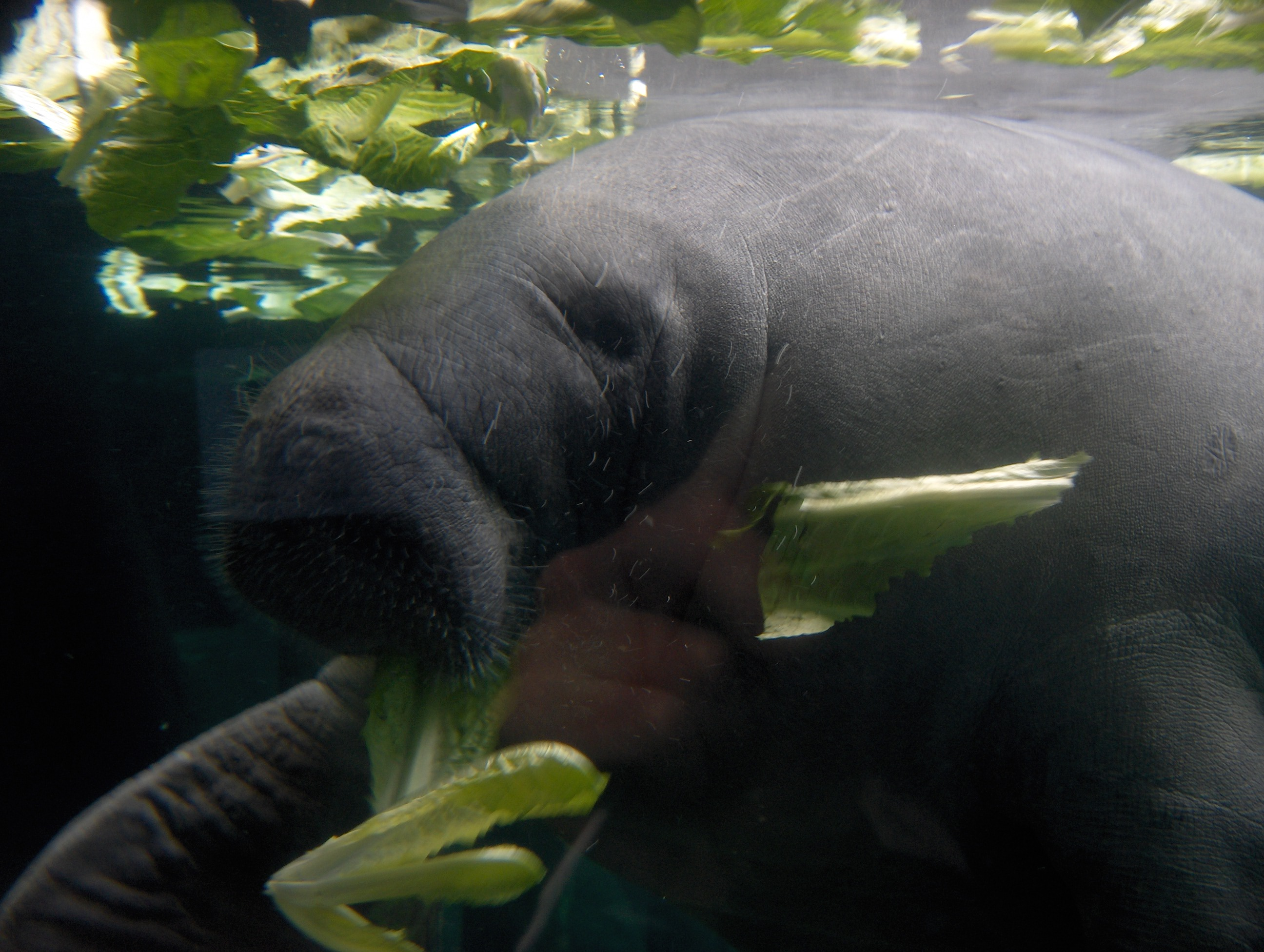
Hos sjökon är möjligtvis alla hår vibrissae.
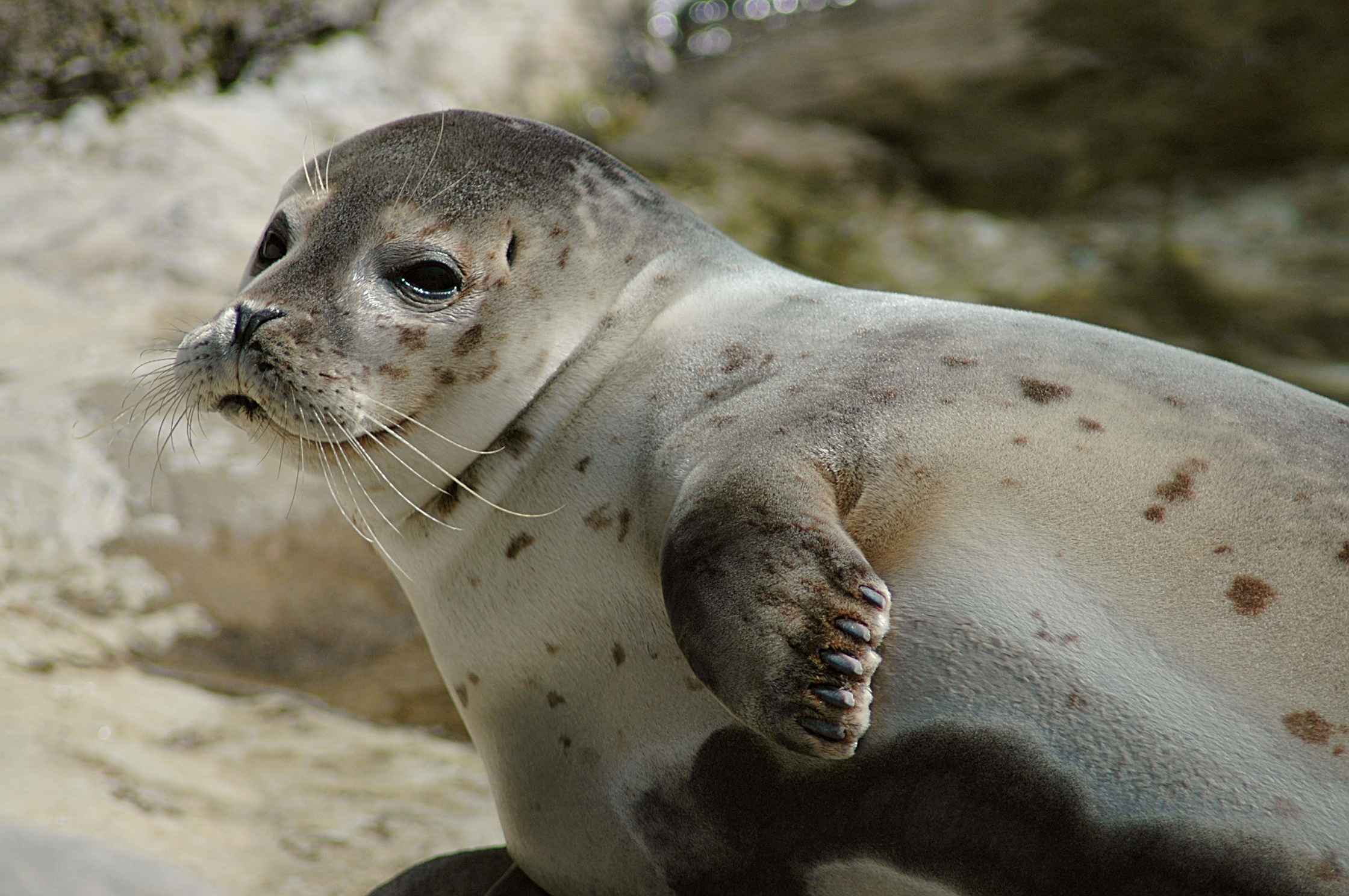
På denna knubbsäl syns två olika grupper av morrhår i ansiktet.
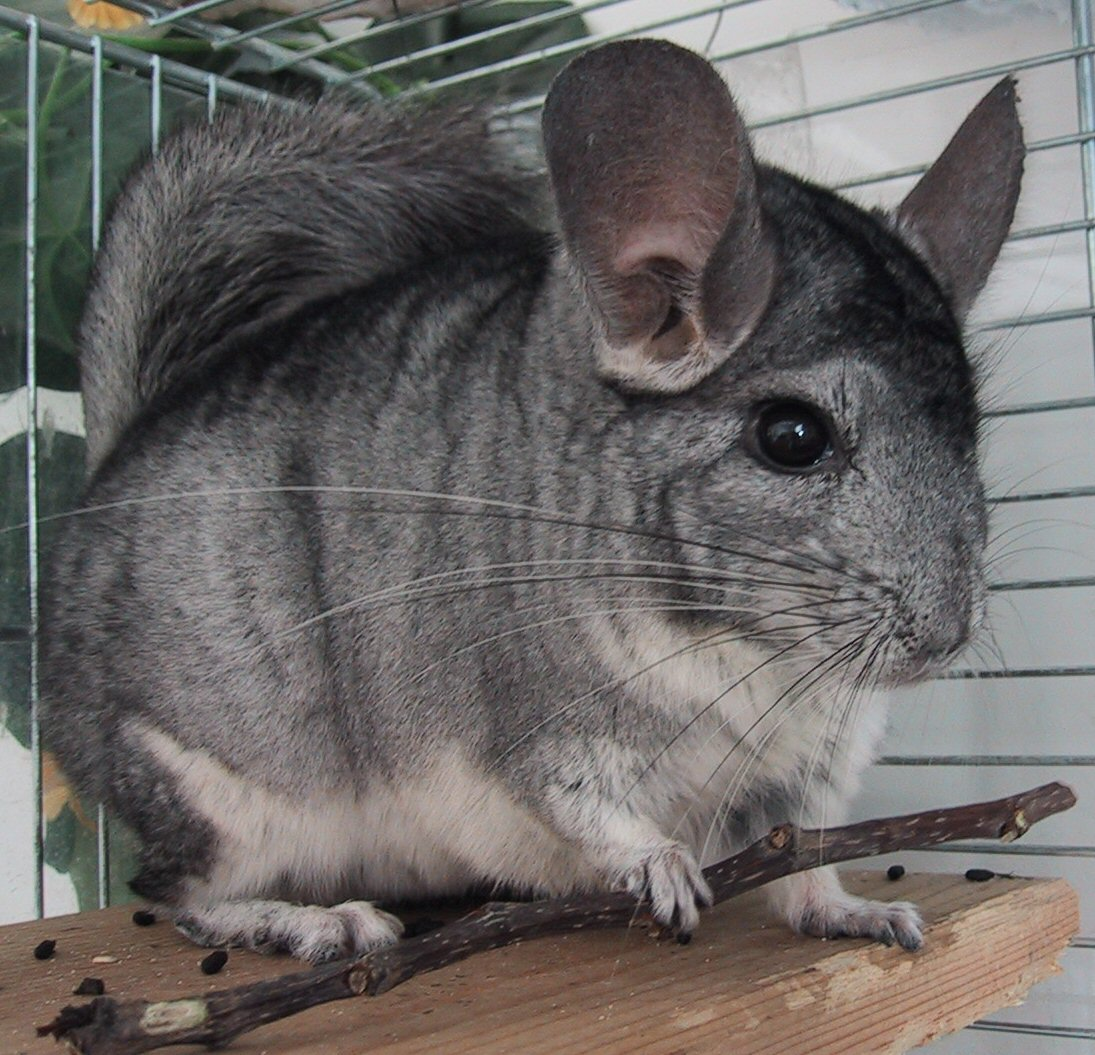
En chinchilla med mycket långa morrhår.
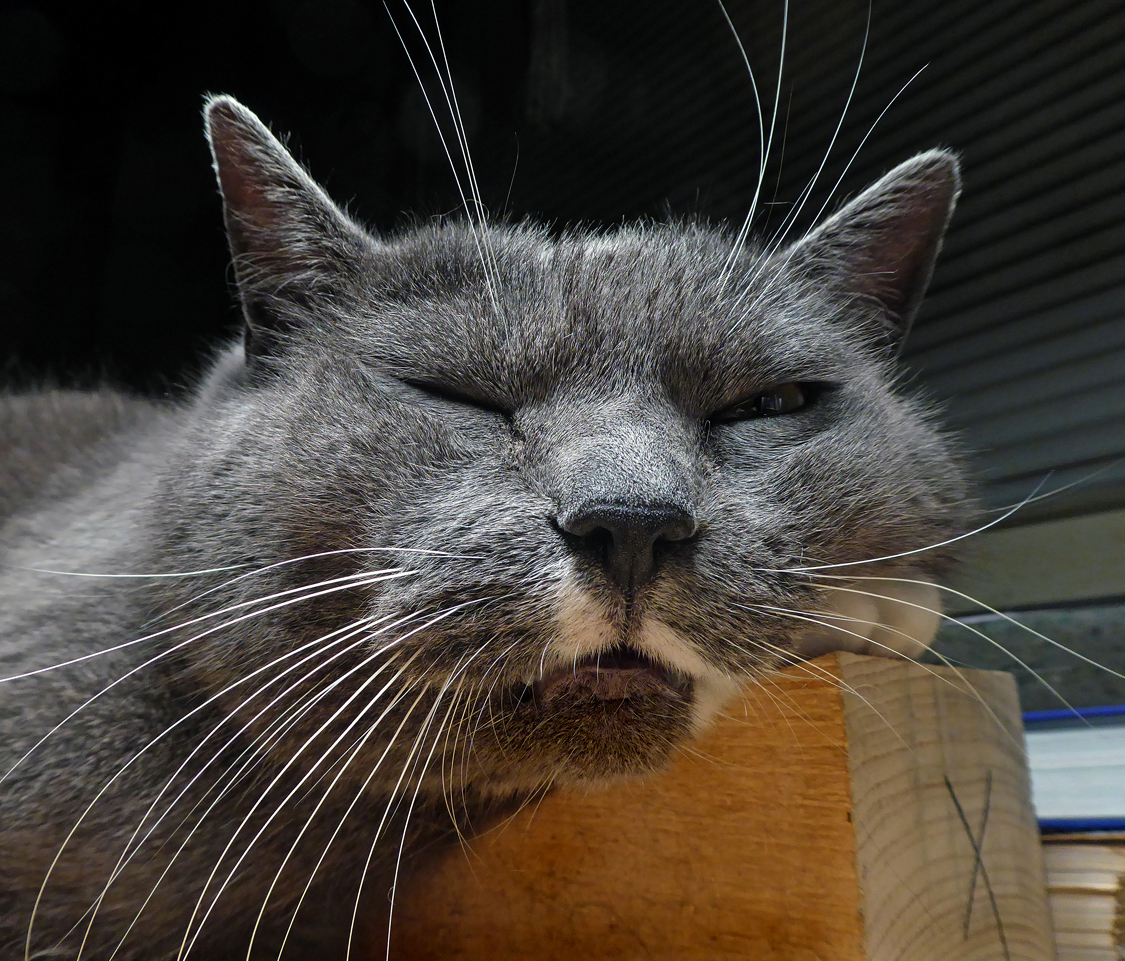
En tamkatts morrhår.
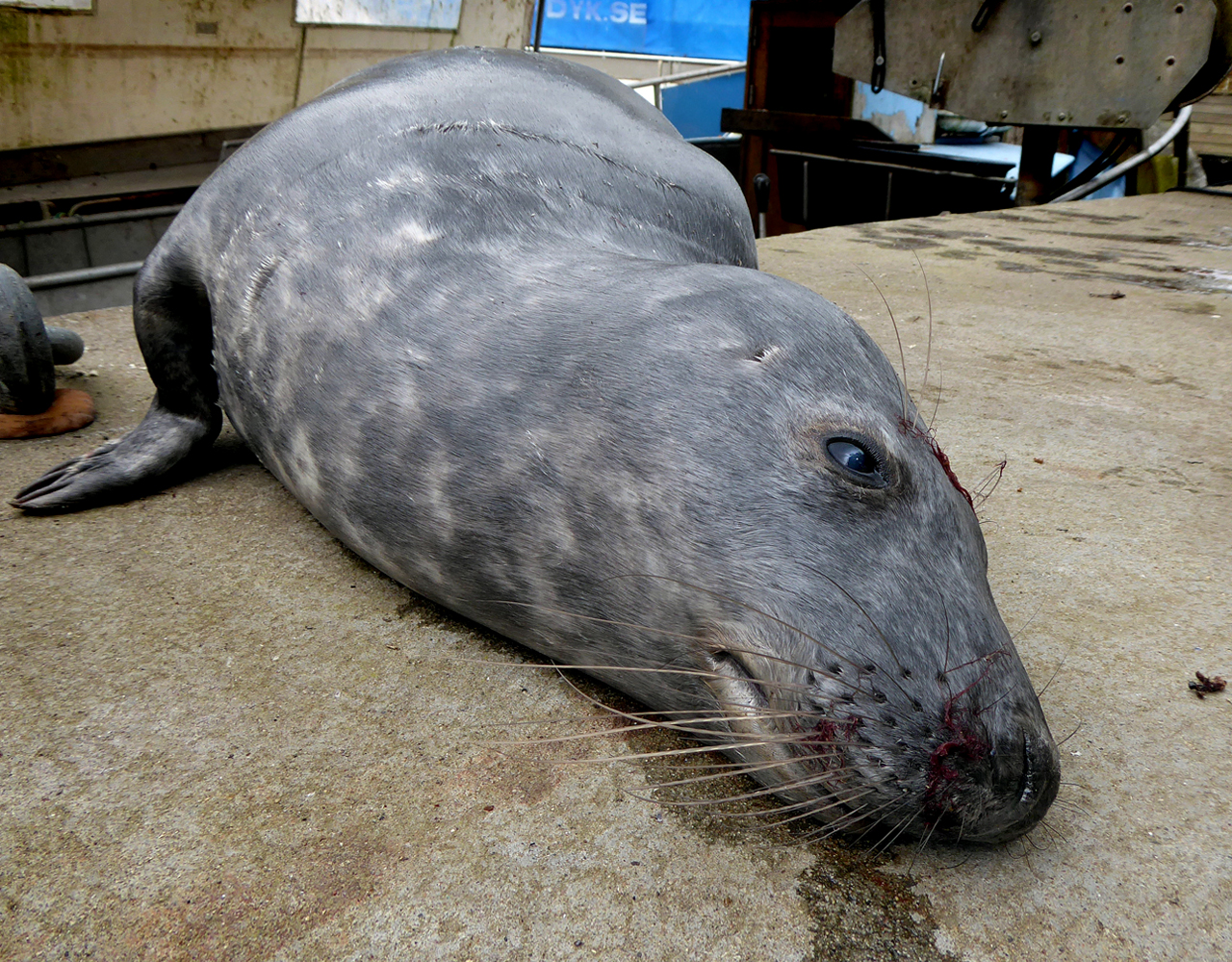
En Gråsäl har kraftiga morrhår.